# منتخب الكويت لكرة السلة للسيدات تحت 18 سنة
منتخب الكويت لكرة السلة للسيدات تحت 18 سنة هو المنتخب الوطني الذي يمثل الكويت في منافسات كرة السلة الدولية للسيدات تحت 18 سنة (تحت سن الثامنة عشرة). يشرف على المنتخب الاتحاد الكويتي لكرة السلة.

## وصلات خارجية
- السجلات المؤرشفة لمشاركات فريق الكويت
- سجلات مؤرشفة لمشاركات منتخب الكويت